# Гиман, Ондржей
Ондржей Гиман (чеш. Ondřej Hyman; род. 25 февраля 1986, Яблонец-над-Нисоу, Северочешский край) — чешский саночник, выступающий за сборную Чехии с 2003 года. Участник двух зимних Олимпийских игр, многократный призёр национального первенства.

## Биография
Ондржей Гиман родился 25 февраля 1986 года в городе Яблонец-над-Нисоу, Либерецкий край. Активно заниматься санным спортом начал в возрасте девяти лет, в 2003 году прошёл отбор в национальную сборную и стал ездить выступать на различные международные соревнования. В сезоне 2004/05 дебютировал на этапах взрослого Кубка мира, заняв в общем зачёте двадцать восьмое место, в следующем году был шестьдесят четвёртым, ещё через год — тридцать пятым. На чемпионате мира 2007 года в австрийском Иглсе финишировал тридцать седьмым, на мировом первенстве в немецком Оберхофе показал двадцать девятое время, тогда как в Кубке мира расположился на тридцать второй строке. В 2009 году на чемпионате мира в американском Лейк-Плэсиде занял тридцать четвёртое место, а после завершения всех кубковых этапов поднялся в мировом рейтинге сильнейших саночников до тридцать первой позиции.
Благодаря череде удачных выступлений Гиман удостоился права защищать честь страны на зимних Олимпийских играх 2010 года в Ванкувере, где впоследствии финишировал двадцать пятым. Кубковый цикл окончил тридцать восьмым местом общего зачёта, также занял двадцать четвёртое место на чемпионате Европы в латвийской Сигулде. В следующем сезоне был двадцать девятым на мировом первенстве в итальянской Чезане, в то время как в кубковом зачёте оказался тридцать четвёртым. На чемпионате мира 2012 года в немецком Альтенберге пришёл к финишу двадцать третьим. В 2014 году побывал на Олимпийских играх в Сочи, где финишировал двадцать пятым в мужской одиночной программе и стал девятым в смешанной эстафете.
Ныне Ондржей Гиман живёт и тренируется в городе Смрзовка, где, помимо всего прочего, работает столяром. Его старший брат Якуб — тоже саночник и член сборной Чехии.